# Municipio de Spirit Lake (Dakota del Sur)
El municipio de Spirit Lake (en inglés: Spirit Lake Township) es un municipio ubicado en el condado de Kingsbury en el estado estadounidense de Dakota del Sur. En el año 2010 tenía una población de 130 habitantes y una densidad poblacional de 0,79 personas por km².

## Geografía
El municipio de Spirit Lake se encuentra ubicado en las coordenadas 44°30′12″N 97°37′30″O / 44.50333, -97.62500. Según la Oficina del Censo de los Estados Unidos, el municipio tiene una superficie total de 165.36 km², de la cual 156,63 km² corresponden a tierra firme y (5,28 %) 8,73 km² es agua.

## Demografía
Según el censo de 2010, había 130 personas residiendo en el municipio de Spirit Lake. La densidad de población era de 0,79 hab./km². De los 130 habitantes, el municipio de Spirit Lake estaba compuesto por el 99,23 % blancos, el 0,77 % eran amerindios. Del total de la población el 0 % eran hispanos o latinos de cualquier raza.